# Амравати (округ)
Амра́вати (маратхи अमरावती जिल्हा; англ. Amravati) — округ в индийском штате Махараштра. Образован 1 мая 1960 года. Административный центр — город Амравати. Площадь округа — 12 210 км². По данным всеиндийской переписи 2001 года население округа составляло 2 607 160 человек. Уровень грамотности взрослого населения составлял 82,5 %, что значительно выше среднеиндийского уровня (59,5 %). Доля городского населения составляла 34,5 %.